# Musa acuminata

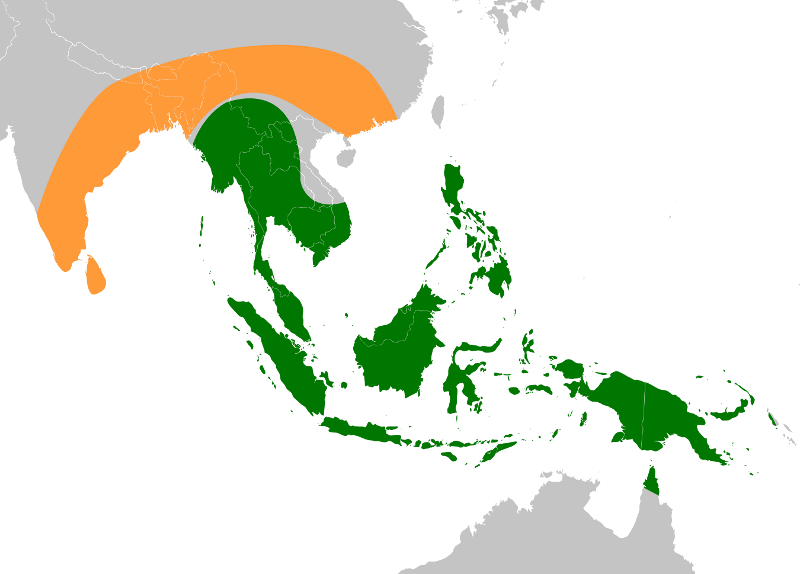
Regiões de origem das duas principais espécies de bananeira, Musa acuminata e M. balbisiana.

Musa acuminata é uma das duas principais espécies de bananeira, M. acuminata e M. balbisiana, que deram origem à maioria das variedades de banana cultivadas no mundo. A diversidade genética destas plantas é tal, e as variedades selecionadas e cultivadas são tantas, que já não se conseguem identificar as características originais da espécie.
Uma compilação dos nomes das espécies, subespécies, híbridos e variedades do género Musa, assim como de nomes vulgares utilizados em várias línguas, é mantida na Universidade de Melbourne, Austrália, demonstrando que os nomes vulgares são apenas locais e não correspondem a espécies, nem a cultivares reconhecidos.